# Coppa del Generalissimo 1965 (hockey su pista)
La Coppa del Generalissimo 1965 è stata la 22ª edizione della principale coppa nazionale spagnola di hockey su pista. Il torneo ha avuto luogo dal 12 al 30 maggio 1965.
Il trofeo è stato vinto dal Voltregà per la seconda volta nella sua storia superando in finale il Sabadell. Con la vittoria nel torneo il Voltregà si qualificò per la prima edizione della Coppa dei Campioni.

## Squadre partecipanti
- Barcellona
- Cervezas San Miguel
- Coma Cros
- Espanyol
- Girona
- Jabones El Abra Bilbao
- Inriva
- Laieta

- Noia
- Sabadell
- Santa Lucia
- Reus Ploms
- Reus Deportiu
- Vic
- Vilanova
- Voltregà

## Risultati

### Ottavi di finale
| Squadra 1              | Risultato | Squadra 2     |
| ---------------------- | --------- | ------------- |
| 12 maggio 1965         |           |               |
| Noia                   | 2 - 5     | Vilanova      |
| Cervezas San Miguel    | 3 - 6     | Inriva        |
| Vic                    | 5 - 6     | Reus Ploms    |
| Jabones El Abra Bilbao | 0 - 10    | Sabadell      |
| Barcellona             | 5 - 2     | Reus Deportiu |
| Espanyol               | 0 - 4     | Voltregà      |
| Laieta                 | 4 - 1     | Coma Cros     |
| Santa Lucia            | 3 - 2     | Girona        |

### Quarti di finale
Le gare di andata furono disputate il 23 maggio; le gare di ritorno furono disputate il 27 maggio 1965.
| Squadra 1   | Totale | Squadra 2  | Andata | Ritorno |
| ----------- | ------ | ---------- | ------ | ------- |
| Vilanova    | 6 - 3  | Inriva     | 4 - 1  | 2 - 2   |
| Santa Lucia | 1 - 10 | Barcellona | 1 - 10 | n.d.    |
| Reus Ploms  | 3 - 16 | Sabadell   | 2 - 7  | 1 - 9   |
| Voltregà    | 7 - 5  | Laieta     | 4 - 1  | 3 - 4   |

### Semifinali
| Squadra 1      | Risultato | Squadra 2 |
| -------------- | --------- | --------- |
| 29 maggio 1965 |           |           |
| Sabadell       | 2 - 2     | Vilanova  |
| Barcellona     | 0 - 4     | Voltregà  |

### Finale
| Girona 30 maggio 1965 | Sabadell | 0 – 2 | Voltregà |  |